# Aganope impressa
Aganope impressa là một loài thực vật có hoa trong họ Đậu. Loài này được (Dunn) Polhill miêu tả khoa học đầu tiên.